# Атюшин, Михаил Дмитриевич
Михаи́л Дми́триевич А́тюшин (28 ноября 1912, Самарская губерния, Российская империя — 25 октября 1991, Ленинград, СССР) — советский футболист и хоккеист с мячом, нападающий.

## Биография
Входил в состав сборной Самары/Куйбышева по футболу в 1934—1935 годов.
Переехав в Ленинград, поступил в Институт физкультуры имени П.Ф. Лесгафта, который окончил в 1938 году. Во время учебы в институте играл в футбол за ГОЛИФК, участник розыгрыша Кубка СССР по футболу 1937 года против московских команд «Сталинец» (2:1) и «Динамо» (2:3).
Играл также в хоккей с мячом, финалист Кубка СССР 1939 года с командой «Авангард» Кировского завода. После окончания института играл в футбол за Кировский завод/Авангард (1938—1939) и за ГОЛИФК (1941).
Выступал за команду «Зенит» на первенстве Куйбышевской области по футболу 1940 года.
Воевал на Ленинградском фронте. Далее работал оперуполномоченным ленинградской милиции. Участник блокадных матчей и поездок ленинградского «Динамо» по городам СССР в 1942 и 1943 годах.
В 1943 году – инспектор ГАИ.
С 1943 года работал на различных должностях в Ленинградском отделении спортивного общества «Динамо». Участник двух финалов розыгрыша Кубка СССР по русскому хоккею («Авангард» 1939 и «Динамо» 1947).

## Достижения
командные
| Кубок России по хоккею с мячом - финалист (2): 1939 («Авангард»), 1947 («Динамо») Чемпионат Ленинграда по хоккею с мячом - чемпион (2): 1946, 1947 | Чемпионат Куйбышевской области по футболу - чемпион: 1940 Чемпионат Ленинграда по футболу - чемпион: 1937 |

личные
- Мастер спорта СССР по хоккею с мячом (1946)[7].